# Julianne McNamara
Julianne Lyn McNamara (Flushing, 11 ottobre 1965) è un'ex ginnasta statunitense.

## Palmarès
Olimpiadi
- 3 medaglie:
  - 1 oro (parallele asimmetriche a Los Angeles 1984);
  - 2 argenti (concorso a squadre a Los Angeles 1984, corpo libero a Los Angeles 1984).

Mondiali
- 1 medaglia:
  - 1 bronzo (parallele asimmetriche a Mosca 1981).

Campionati nazionali
- 9 medaglie:
  - 4 ori (concorso individuale a Salt Lake City 1980, trave a Salt Lake City 1982, parallele asimmetriche a Chicago 1983, parallele asimmetriche a Evanston 1984)
  - 4 argenti (concorso individuale a Salt Lake City 1982, corpo libero a Chicago 1983, concorso individuale a Evanston 1984, corpo libero a Evanston 1984)
  - 1 bronzo (corpo libero a Salt Laky City 1982).

## Filmografia
- Supercar (Knight Rider) - episodio 4x10 (1985)